# Middle Rasen
Middle Rasen est une paroisse civile et un village du Lincolnshire, en Angleterre.